# Walenty Burzyński
Walenty Burzyński herbu Trzywdar – stolnik kijowski w latach 1787–1794, podczaszy owrucki w latach 1775–1787, wojski większy kijowski w latach 1773–1775.
Był komisarzem Sejmu Czteroletniego z powiatu kijowskiego województwa kijowskiego do szacowania intrat dóbr ziemskich w 1789 roku.